# Scilla benguellensis
Scilla benguellensis är en sparrisväxtart som beskrevs av John Gilbert Baker. Scilla benguellensis ingår i släktet blåstjärnesläktet, och familjen sparrisväxter. Inga underarter finns listade i Catalogue of Life.